# Langues océaniennes
Cet article concerne une famille de langues, définie généalogiquement. Pour une approche géographique, voir Langues en Océanie.
Les langues océaniennes (ou groupe océanien) sont une famille de langues comprenant environ 500 langues, parlées dans les îles de l'océan Pacifique. Elles forment un sous-ensemble de la famille plus vaste des langues austronésiennes.
L'ancêtre commun qui a été reconstitué est le proto-océanien (parfois abrégé en POc).

## Proto-océanien
Grâce à des recherches de linguistique comparée, plusieurs linguistes, en particulier l'Allemand Otto Dempwolff (1871-1938), ont pu démontrer l'existence d'un ancêtre commun au groupe des langues océaniennes : le proto-océanien. Cette langue aurait été parlée par les ancêtres des populations austronésiennes d'Océanie avant leur dispersion, laquelle a probablement eu lieu il y a quelque 4 000 ans, à partir de l'archipel Bismarck, à l'est de la Papouasie-Nouvelle-Guinée. Les archéologues et les linguistes s'accordent aujourd'hui à considérer que cette population coïncide peu ou prou à celle qui développa et diffusa la céramique et la civilisation Lapita.

## Classification des langues océaniennes
- langues des îles de l'Amirauté et yap
- langues des îles St Matthias
- langues océaniennes occidentales
- langues temotu
- langues des Salomon du Sud-Est
- langues océaniennes du Sud
- langues micronésiennes
- langues du Pacifique central

Extension géographique des différentes branches des langues océaniennes
langues des îles de l'Amirauté et yap
langues des îles St Matthias
langues océaniennes occidentales
langues temotu
langues des Salomon du Sud-Est
langues océaniennes du Sud
langues micronésiennes
langues du Pacifique central
Les ovales noirs au nord-ouest représentent le paluan et le chamorro, qui sont des langues austronésiennes extérieures à la branche océanique. Les petits ronds noirs au milieu du vert représentent des langues papoues, sans parenté avec les langues océaniennes.

À lui seul, le sous-groupe océanien comprend environ 500 langues vivantes. Leur regroupement en groupes généalogiques fait l'objet de recherches continues, et se trouve donc régulièrement modifié au gré des hypothèses et découvertes. Les publications les plus récentes fondées sur la méthode comparative permettent de proposer à ce jour la possible répartition suivante:
- langues des îles de l'Amirauté
- langues temotu
- langues océaniennes occidentales
  - langues de la Nouvelle-Guinée du Nord
  - langues de la pointe papoue
  - langues méso-mélanésiennes
- (langues océaniennes centrales et orientales):
  - langues des Salomon du Sud-Est
  - (océanien éloigné)
    - langues micronésiennes
    - langues océaniennes du Sud
      - Nord et centre du Vanuatu
      - Sud du Vanuatu
      - Nouvelle-Calédonie

    - langues du Pacifique central
      - langues fidjiennes occidentales et rotumanne
      - langues fidjiennes orientales
      - langues polynésiennes

Ce que l'on appelle parfois « langues mélanésiennes » ne se superpose à aucun groupement génétique homogène. Si un tel groupe existait, il correspondrait à l'ensemble des langues océaniennes, à l'exception du sous-groupe micronésien, et de la branche polynésienne du sous-groupe Pacifique central. Il s'agirait donc d'un groupe paraphylétique. Ceci tend à démontrer que la tripartition traditionnelle Mélanésie – Micronésie – Polynésie, héritée de Dumont d'Urville, ne présente aucune validité linguistique.

## Démographie
Bien que couvrant une aire particulièrement vaste, les langues océaniennes ne sont parlées que par deux millions de locuteurs. Une des plus parlées d'entre elles est le samoan (370 000 locuteurs), l'autre étant le fidjien oriental avec plus de 450 000 locuteurs, en incluant les variantes. Le gilbertin, le tongien, le maori de Nouvelle-Zélande, le fidjien occidental et le kuanua (Tolai) dépassent chacun les 100 000 locuteurs ; le tahitien n'atteint que 50 000 locuteurs en première langue.